# Николай Богданов-Белски
Вижте пояснителната страница за други личности с името Богданов.
Николай Петрович Богданов-Белски (на руски Николай Петрович Богданов-Бельский) е руски художник, передвижник, майстор на битовата живопис, портрета и пейзажа, един от основателите и председател на обществото „Куинджи“, наричан „селския художник“.

## Детство
Николай Богданов-Белски е роден на 8 (20) декември 1868 година в село Шитики (или Шопотово), Смоленска губерния, днес Оленински район на Тверска област. Син е на неомъжена ратайкиня и при кръщаването го записват с фамилията Богданов, т.е. даден от Бога. Впоследствие той добавя към нея названието на родния уезд и така става Богданов-Белски. Детството на момчето е сурово. Живее с майка си в дома на нейния баща, където ги търпят по милост.
Започва да се учи да чете и да пише по църковните книги, при звънаря на селото. През втората учебна година се записва в училището в Шопотово, в което преподава селският свещеник. С негова подкрепа е приет в училището на Сергей Рачински, руски ботаник, математик, педагог, просветител, професор по биология в Московския университет. В това учебно заведение момчето учи от 1878 до 1882. Училището е образцово, там се приемат деца в неравностойно положение и се намира в село Татево, Смоленска губерния. Николай издържа приемния изпит, тема на който е рисунка в профил на един от преподавателите, и момчето се справя отлично. Картината „На училищния праг“, която рисува през 1897 година, всъщност е автобиографична и е свързана с постъпването му в училището на Рачински.
За Николай, Рачински става човекът, който най-много повлиява на съдбата му. Впоследствие художникът рисува неговия портрет в картината „Неделно четене в училище“ (1895). По препоръка на учителя, от 1882, в продължение на две години, се обучава в ателието по иконопис към Троице-Сергиевата лавра. Рачински отделя от собствените си средства известна сума, която Николай получава всеки месец до 19-годишната си възраст.
През 1884, на 16-годишна възраст, за първи взима участие в художествена изложба, където показва картината си „Елова гора“. За нея получава похвали от Василий Поленов и Исак Левитан, а творбата е закупена от известния фабрикант и колекционер Сапожников. През същата година постъпва в класа по пейзажна живопис в Московското училище за живопис, скулптура и архитектура и учи при художниците Василий Поленов, Владимир Маковски и Иларион Прянишников. Завършва го през 1889 и като дипломна работа рисува платното „Бъдещ монах“, идея за темата на което му подсказва Рачински. Картината е приета радушно от изпитната комисия и е закупена от колекционера Козма Солдатенков, който по-късно я предоставя на Мария Фьодоровна, съпругата на император Александър III. За нея Богданов-Белски е удостоен с голям сребърен медал и званието класен художник. Веднага получава поръчка за още две копия на „Бъдещия монах“ – за Павел Третяков и художествения критик Владимир Стасов. През 1891 година картината е представена на изложба на Передвижниците. От този момент 19-годишният художник започва вече да разчита само на собствените си доходи. По-нататък темата за детството става основна и определяща в неговото творчество.
След завършването си, Богданов-Белски пътешества много – в Молдова, Близкия изток, в Европа и Константинопол. В руския манастир „Св. Пантелеймон“ в Атон се запознава със 17-годишния послушник-иконописец Филип, по-късно художника Филип Малявин, с когото стават приятели и единомишленици.
Продължава образованието си в Петербургската императорска художествена академия, в класа на Иля Репин. С парите, получени за картината си „Неделно четене“ (1895), той заминава за Париж, където известно време посещава ателието на френския педагог Фернан Кормон и частната художествена академия в града на италианеца Филипо Колароси. Работи в Мюнхен и Италия, където палитрата и колоритът му се обогатяват.

## Младост
Ранното творчество на Николай Богданов-Белски е подчинено на демократичните идеи, характерни за обществото на Передвижниците. От 1890 година участва редовно в техните изложби, а през 1895 става член на тази организация.
Привлича вниманието на публиката и художествената общественост с талантливото си изпълнение на детските селски образи. Той влага много доброта при тяхното създаване, което става като характеристика на неговите произведения, поради което те лесно докосват зрителя – „Виртуоз“ (1891), „Момче с цигулка“ (1897), „Ученички“ (1901), „Новата приказка“ (1901)
Богданов-Белски работи в различни жанрове – рисува пейзажи, натюрморти, жанрови картини. През 1899 година, по молба на императрица Мария Фьодоровна, художникът рисува нейния портрет. Впоследствие се преселва в Петербург и става моден салонен портретист, като това е начинът по който всъщност се издържа. Рисува портрети на изтъкнати свои съвременници – на художничката М. С. Шереметева, на великия княз Дмитрий Павлович (1902), император Николай II (1904 – 1908), дипломата Александър Горчаков (1904) – последния канцлер на Руската империя, Феликс Юсупов – последния княз от фамилията Юсупови (1911), световноизвестния бас Фьодор Шаляпин (1916) и много други.
Обикновено работи в ателието си в село Татево, но половината от времето си прекарва в Санкт Петербург, където изпълнява поръчки. По това време излага картините си в най-престижните експозиции, в това число и в Третяковската галерия. Като член на организацията на передвижниците участва във всяка тяхна изложба – от 1890 до 1918 година. Платната му се изпращат на много изложби зад граница – в Париж (1909), Рим (1911) и другаде. Работите му се представят от списанията „Нива“ и „Художествените съкровища на Русия“.
През 1903, когато е само на 35 години, за заслуги в художественото поприще, художникът получава званието академик по живопис, а през 1914 става действителен член на Художествената академия и преподавател в нея. Големият му личен авторитет му извоюва правото да стане председател на обществото „Архип Куинджи“, която длъжност заема от 1909 до 1921 година, когато напуска Русия.
От 1905 година Богданов-Белски започва да се увлича от пленерна живопис и по неговите думи обръща особено внимание на въздуха, светлината и фигурите. По това време някои бивши ученици на Московското училище по живопис се обединяват в тясно общество, като живеят и работят заедно сред природата, изоставяйки ателиетата си. В него се включват Алексей Степанов, Витолд Бялиницки-Бируля, Александър Моравов, Станислав Жуковски и Богданов-Белски. Първоначално живеят при дворяните Колоколцеви в село Ворониха на езерото Кезедра, а Богданов-Белски наема жилище на 4 километра от там, при художника Иля Галкин. Там той рисува картините „Село Устие“, „Лято“, показваща погледната през прозореца градина и котка на перваза и множество ескизи, главно на децата от село.(3)
По-късно групата се мести в Тверска губерния, където по-рано рисува Левитан, а към тях се присъединява и Константин Коровин. Богданов-Белски живее с тях от 1907 до 1920 година. През 1910 година там рисува картината „Именият ден на учителката“, високо оценена от импресионистите и печата. Платното е експонирано на международни изложби в Рим и Мюнхен. През 1918 година Богданов-Белски и Бялиницки-Бируля, заедно с други художници, организират в Твер изложба на Передвижниците.
Една от любимите теми в неговото творчество продължават да бъдат децата. През този период рисува много картини, в които образите на бедните, но много любознателни селски деца и стремежът им към училището са изпълнени виртуозно – „Мъка“ (1909), „Селски приятелки“ (1912) „Книжка“ (1915), „Пресичане“ (1915), „Селски деца“ (1915), „Следобеден риболов“ (1917), „На акция“ (1918), „Деца на пианото“ (1918), „Пастирка“ (1924), „Вечер“ (1925).
През 1890-те години създава серия картини, посветени специално на училището на Рачински – „Смятане наум“ (1895), „При болния учител“ (1897), „При училищната врата“ (1897), „Изпробване на гласовете“ (1899), „Съчинение“ (1903), „Деца на урок“ (1903), „Междучасие“ (1903) и други.
Наред с този тип картини рисува още пейзажи, а също и такива, посветени на обикновения човешки живот на възрастните. Всички те излъчват съчувствие и любов към хората – „Четене на писмо“ (1892), „Сватба“ (1904), „Вести от войната. Четене на вестник“ (1905), „Девойка с фенер“ (1908), „На работа“ (1921), „Бивш защитник на Родината“ (1924).

## Латвия
Скоро след това започва Октомврийската революция и в управлението на държавата стават сериозни промени, които оказват своето влияние и върху художествения живот. Страната бушува, създават се нови художнически организации, идва краят на сериозните художествени училища. В Русия започва налагането на „ляво изкуство“ и се засилва преследването на художниците реалисти. Трудно живеят дори такива известни живописци като Виктор Васнецов, Михаил Несторов, Василий Поленов.
През 1920 година Латвия става суверенна държава и на следващата година, по покана на своя приятел, художника Сергей Виноградов, Богданов-Белски се премества да живее в Рига. От този момент започва нов, 20-годишен период от развитието на неговия талант. Художественият музей в града се ръководи от Вилхелмс Пурвитис, випускник на Академията и ученик на Архип Куинджи. Той помага на живописеца да организира своя персонална изложба в музея, на която са изложени 52 произведения. Между тях са портретите на руския театрален режисьор, създател на известната система за актьорско майсторство, Константин Станиславски, на художника Константин Коровин, на певеца Фьодор Шаляпин и други. Всички експонирани творби са изкупени много бързо. В Рига Богданов-Белски работи над цикъла „Децата на Латгалия“ и рисува пейзажи от Латвия.
Освен майстор на жанровата живопис и портрета, Николай Богданов-Белски е и добър пейзажист. Изпълнява пейзажите си в импресионистичен стил и те са много добре приемани от публиката и критиката. Едни от най-известните му творби в този жанр са „Провинциален град край реката“ (1910), „Поглед към църквата“ (1930), „Градски изглед“ (1930), „Балиново. Латгалски пейзаж“ (1936), „Цъфнала ябълкова градина“ (1936).
През 1923 година е организирана втората му самостоятелна изложба в същия музей, която отново преминава с голям успех. Творецът активно участва и в поредица руски изложби зад граница. На първата съветска изложба в Ню Йорк, САЩ през 1924 година, той представя над 10 свои платна. На голямата изложба в Прага през 1928 година са закупени 9 негови работи, една от които – от Пражката национална художествена галерия. През 1929 година, на изложба на руската живопис в Копенхаген, цялата първа зала е отредена за негови произведения и много от експонатите са закупени.
По негова инициатива и с помощта на Репин са организирани изложби на руските живописци в Париж (1921), Питсбърг (1925), Амстердам (1930), Берлин (1930), Белград (1930), Стокхолм, Осло, Амстердам, Хага, Гьотеборг, Хелзинки, Хамбург и други европейски градове. На тези изложби свои работи представят много от съвременните му руски художници като Жуковски, Коровин, Малявин, Иван Билибин и други. Той самият показва свои платна на всяка една от тях. Това е и причината голяма част от творбите му да са разпилени из различните западноевропейски страни и понякога все още, на европейските аукциони се появяват неизвестни негови платна.)
През 1931 г. се жени за Наталия Антоновна и осиновява 10-годишния ѝ син Клаус Едхарт, отношенията с когото остават много добри до самата смърт на художника. През същата година рисува портрета на момчето, по времето, когато се намират в Рига или Латгалия, където често ходят на почивка. Картината е изълнена в класически импресионистичен стил.

## Последни години
Богданов-Белски работи упорито до края на живота си и създава едни от най-добрите си картини, като на много от тях отново са изобразени деца от селата и училището – „Селски деца“ (1930), „Летен ден“ (1931), „Празник на верандата“ (1931), „Селски момчета“ (1936) „Пастирът Прошка“ (1939), „В църквата“ (1939), „Кондрашка“ (1939), „Пастирче“ (1941).
През 1940 година войната и окупацията достигат до Латвия и всякаква възможност за творческа дейност е изключена. Художникът заболява тежко и се налага да му се проведе лечение. Заедно с жена си Наталия Антоновна заминава за клиника в Берлин, където му е направена операция.
На 19 февруари 1945 година, по време на една от бомбардировките, Николай Богданов-Белски умира. Погребан е в руското православно гробище Тегел в Берлин.
На 23 юни 2000 година в село Татево, Оленински район тържествено е открит музей на художника.
- Детски образи
- Виртуоз (1891)
- Селско училище (1890-те)
- Мъка (1909)
- Посетители (1913)
- Деца на урок (1918)
- Деца на пианото (1918)

- Селския бит
- Четене на писмо (1892)
- Гусляр (1903)
- Сватба (1904)
- Вести от войната. Четене на вестник (1905)
- Новите собственици. Пиене на чай (1913)
- На работа (1921)

- Портрети
- художничката М. С. Шереметева (1898)
- Николай Барсуков, руски археограф, историк и библиограф (1902)
- Кнгиня Елена Горчакова (1903)
- Александър Горчаков (1904)
- Василий Сергеевич, руски правист (1908)
- Руската актриса Вера Комисаржевска (преди 1910)